# Opsenica
Az Opsenica (ismert Obsenica és Općenica néven is) egy búvófolyó Horvátországban.

## Leírása
Az Opsenica Radučica- és a Grginac-patakok egyesülésével jön létre és eredetileg a Gračaci-mezőn bukott a föld alá. A folyón Sveti Rok falu közelében víztározó tavat építettek az Obrovac melletti Velebit HPP vizierőmű számára. Innen az 1230 m hosszú levezető csatorna az Opsenica vizét a Ričica-folyóba, majd a Gračac melletti Štikadska bara víztározóba vezeti le. A folyó 20,8 km hosszú, a vízgyűjtő területe 35,8 km². Szélessége 5–10 m, mélysége 0,5–4,0 m.